# Волуяк
Волуяк (болг. Волуяк) — село в Болгарии. Находится в Городской области Софии, входит в общину Столична. Население составляет 2 504 человека.
Недалеко от Волуяка находится охраняемая природная территория «Теснолистен божур» (болг.), место произрастания дикого узколистного пиона.

## Галерея

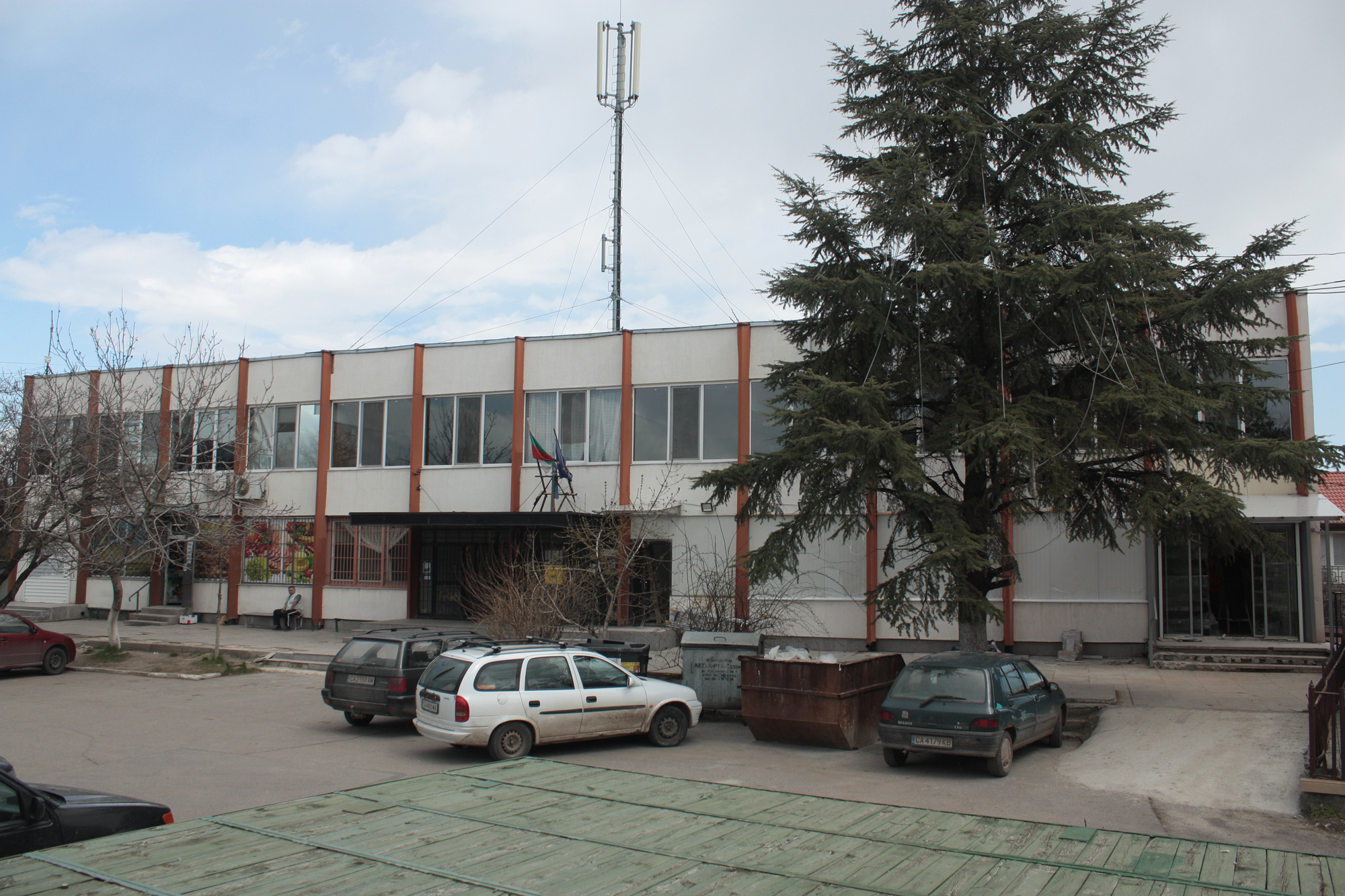
Кметство Волуяк
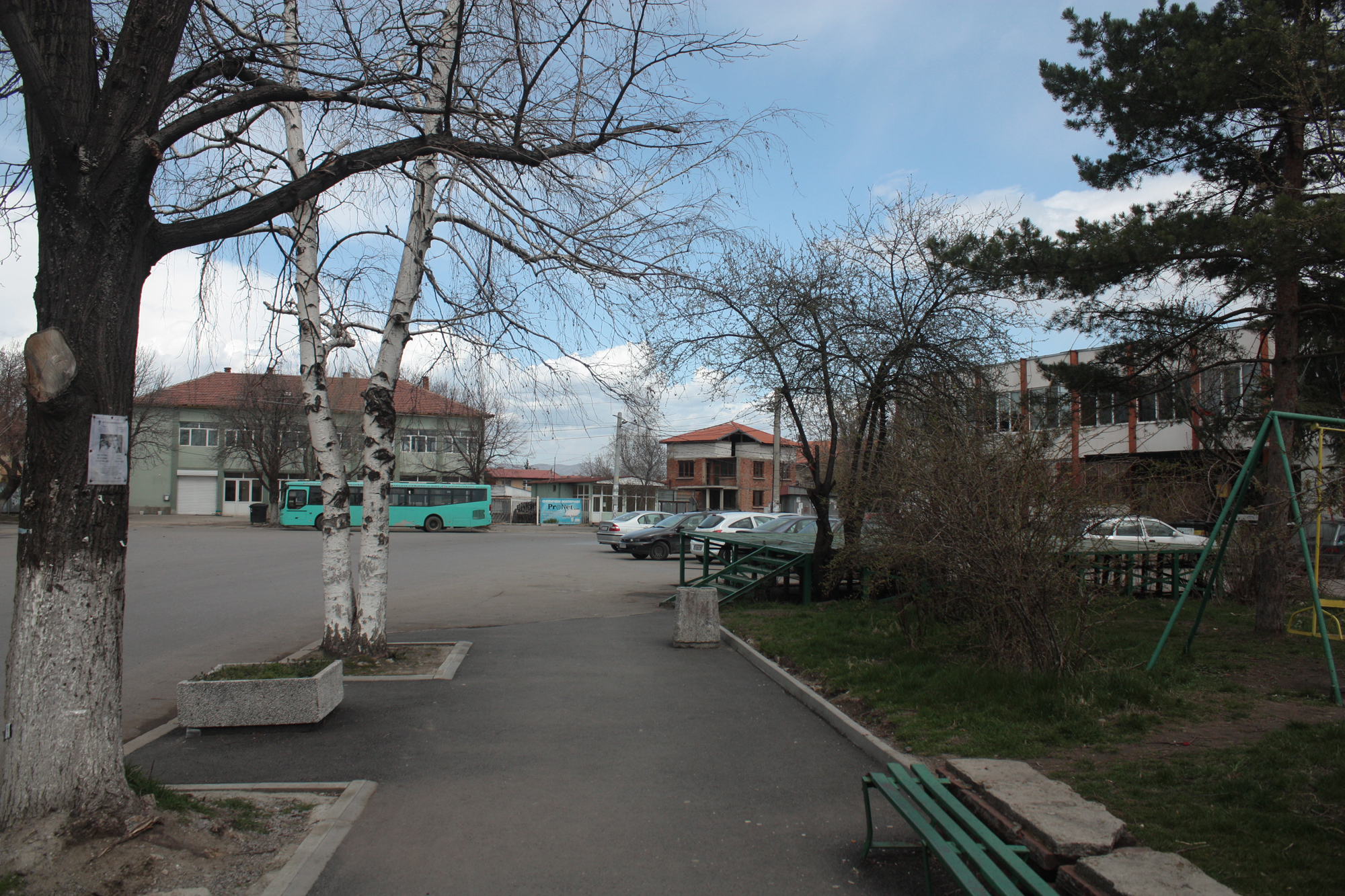
Центр с школой
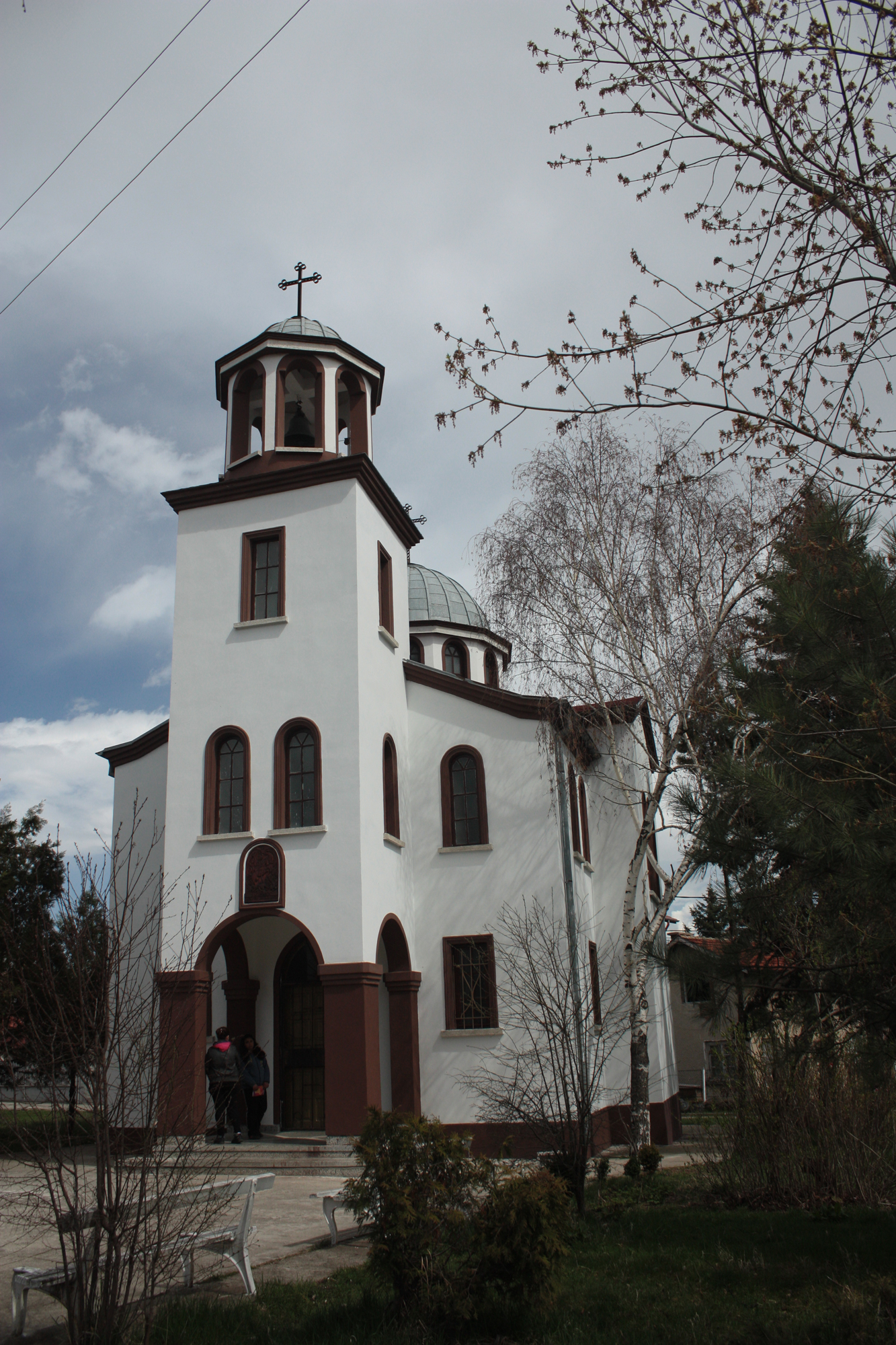
Церковь Св. Георгия Победоносца
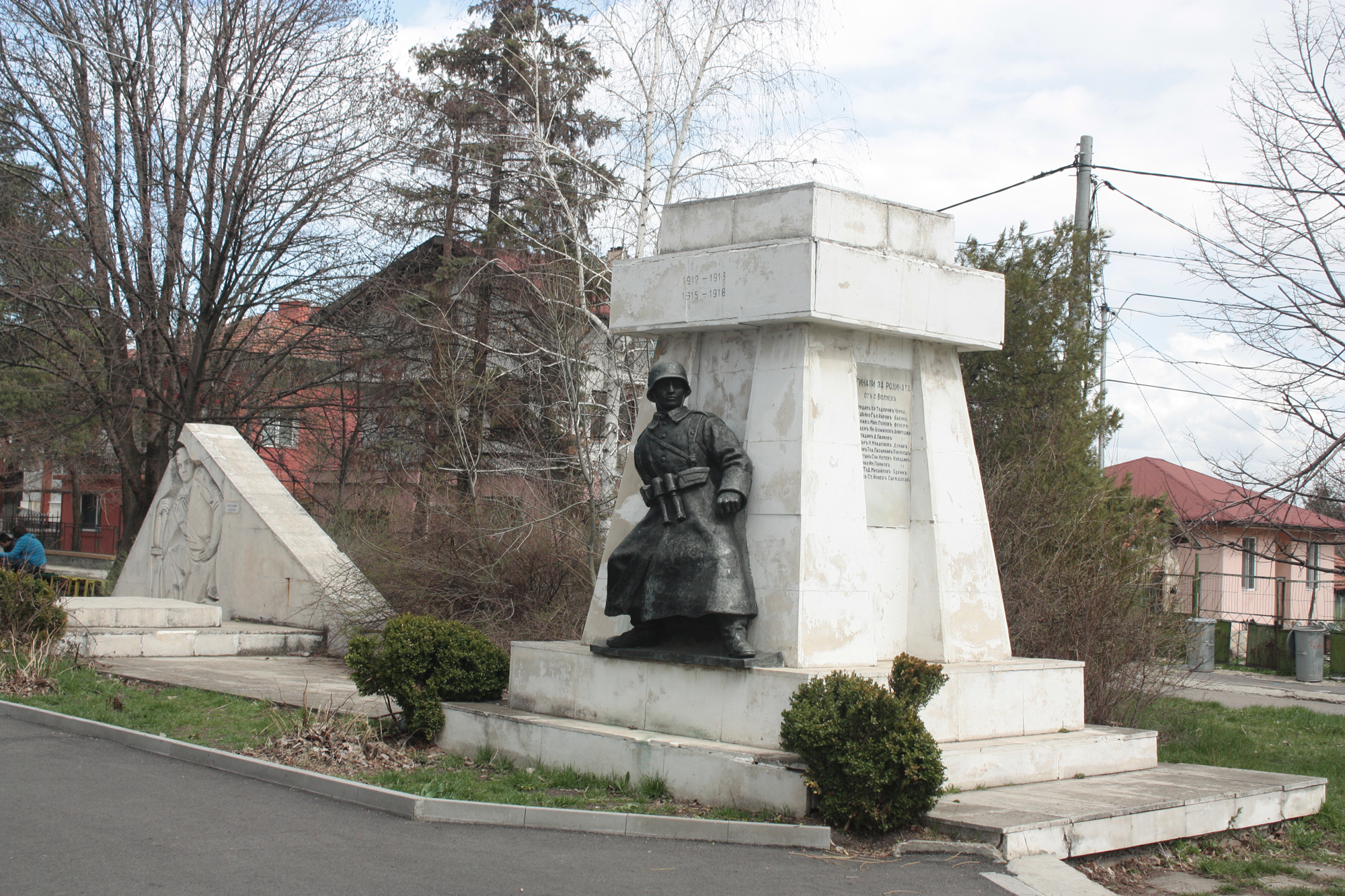
Военный мемориальный комплекс

## Политическая ситуация
В местном кметстве Волуяк, в состав которого входит Волуяк, должность кмета (старосты) исполняет Крыстан  Цветанов Александров (независимый) по результатам выборов.
Кмет (мэр) общины Столична — Бойко Методиев Борисов (Граждане за европейское развитие Болгарии (ГЕРБ)) по результатам выборов.